# Вайль, Натаниэль
Натаниэ́ль бен Нафтали́ Цви Вайль (ивр. רב נתנאל בן נפתלי צבי ווייל‎; 1687, Штюлинген, Баден, Священная Римская империя — 7 мая 1769, Раштатт, Баден, Священная Римская империя) — еврейский религиозный деятель, главный раввин земли Баден, выдающийся талмудист, автор книг по иудаизму.

## Детство
Натаниэль Вайль, сын Нафтали Хирш Вайля. Вырос в Штюлингене, в богатой еврейской семье. Когда ему было пять лет, его отец Хирш Вайль и его брат были убиты. В возрасте десяти лет, мать отправила его учиться в иешиву в Фюрт, на юге Германии.

## Образование
Будучи еще подростком, перешел под опеку своего дяди Липпмана Вайля, живущего в Праге. Несмотря на юный возраст, получил приглашение на учебу в ешиву рабби Авраама Броуди в Праге. В 1708 женился на его племяннице Фейгеле. Последовал за своим учителем р. Броуди в Майнц и Франкфурт-на-Майне. После смерти р. Броуди в 1717 году, вернулся в Прагу и жил скромно, на скудную зарплату помощника раввина. Занимался талмудическими исследованиями и предподавал.

## Раввинат
18 декабря 1744 вышел указ Марии Терезы Австрийской об изгнании всех евреев из Чехии. Вынужден был переехать в Шварцвальд, в Мюерингин (район Хорб) где он жил до 1750. В 1750 году был назначен главным раввином маркграфства Баден-Баден и маркграфства Баден-Дурлах и переехал в Карлсруэ.

## Работы

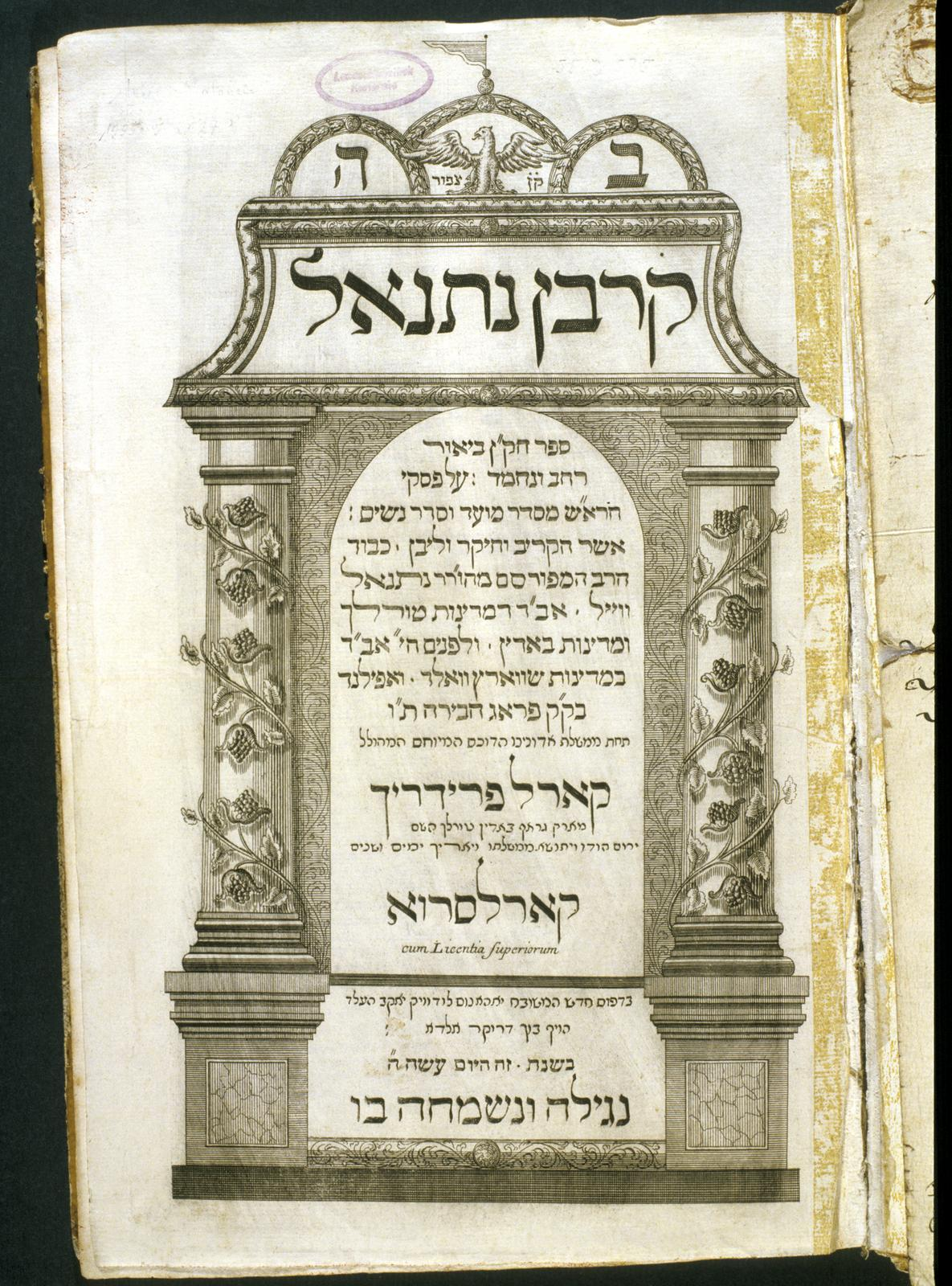
Титульный лист «Корбан Натаниэль». Карлсруэ, 1755

Самым влиятельным исследованием являются текстовые версии комментариев Талмуда Ашера бен Иехиэля, впервые опубликованные в 1755 в Карлсруэ под названием «Корбан Натаниэль» (ивр. קרבן נתנאל‎, Жертва Натаниэля)
Другие тексты, были опубликованы его сыном Симеоном Хиршем Вайлем посмертно:
- «Жизненный путь» (ивр. נתיב חיים‎, «Нетив Хаим») (Фюрт, 1779), с объяснениями Шулхан Арух и Орах Хаимом и их комментарии;
- «Теория Натаниэля» (ивр. תורת נתנאל‎, «Торат Натаниэль») (Фюрт, 1795), в двух частях, с коллекцией его Респонсов и галахических толкований Пятикнижия.

## Смерть и наследие
Натаниэль умер во время обсуждений в еврейской общине Раштатта. При поддержке маркграфских войск его тело было доставлено в Карлсруэ, чтобы быть погребенным еще до захода солнца. В 1898 останки были перезахоронены на старое еврейское кладбище на Кригштрассе 36 (Kriegsstraße 36, Karlsruhe).
Его потомки продолжили семейную традицию. Сын, Тиа Вайль (1721—1805) стал его преемником, и сменил отца в 1780 году в Бадене, на посту Главного земельного раввина.
В XX веке могила рабби Натаниэля Вайля постепенно превратилась в место паломничества.

## Фотографии

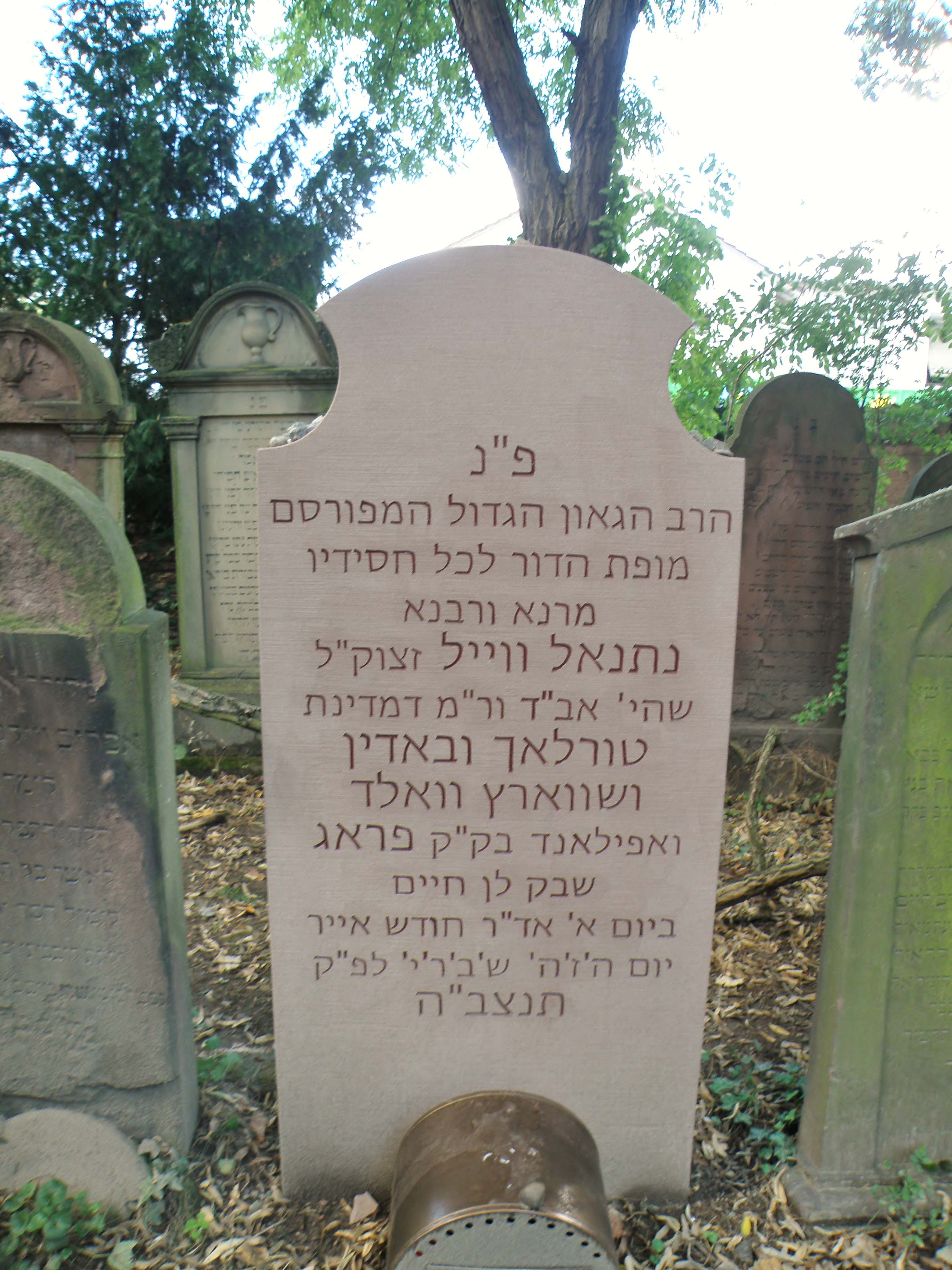
Могила рабби Натаниэля Вайля в 2013 году.
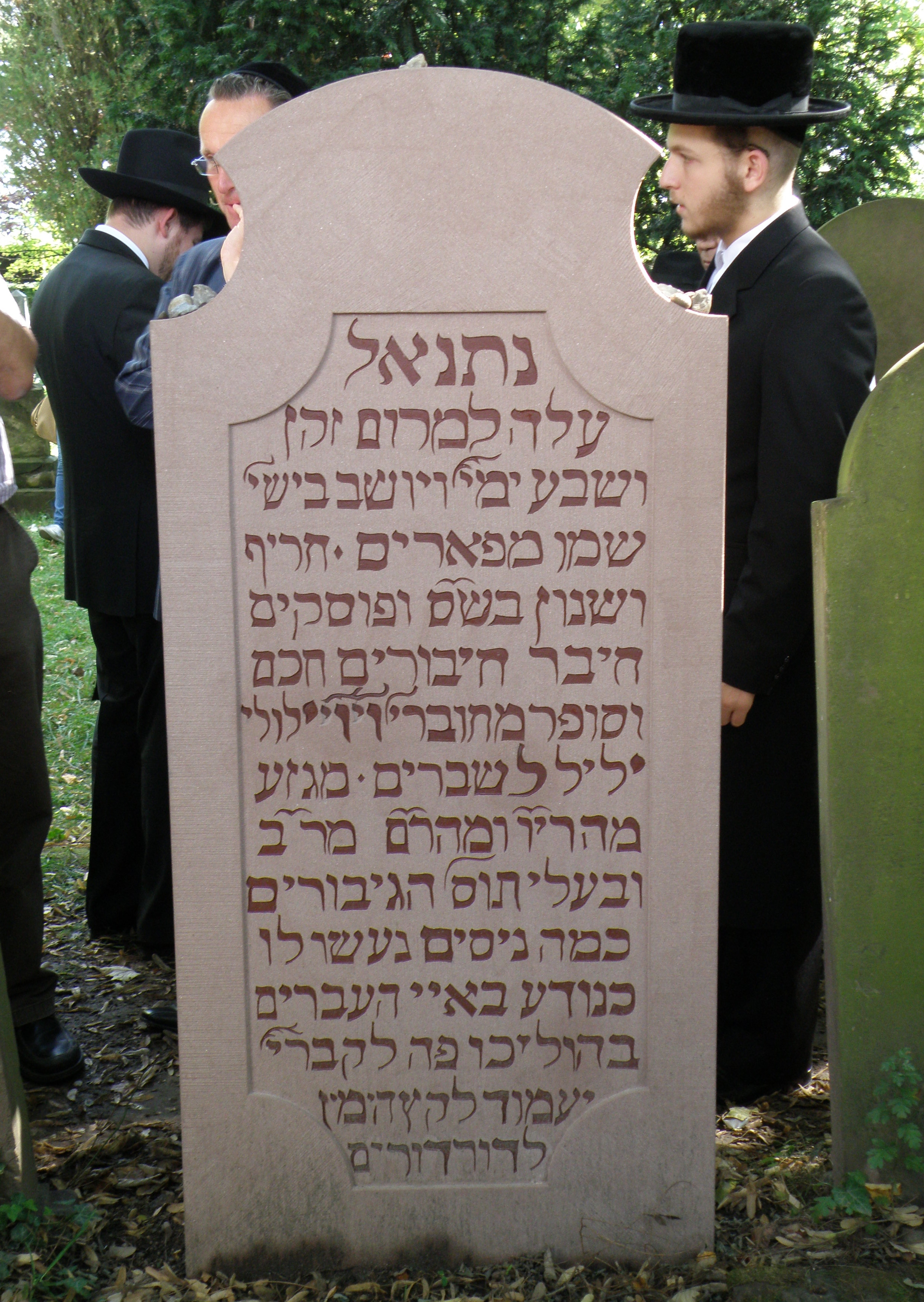
Обратная сторона надгробного камня на могиле рабби Натаниэля Вайля в 2013 году.
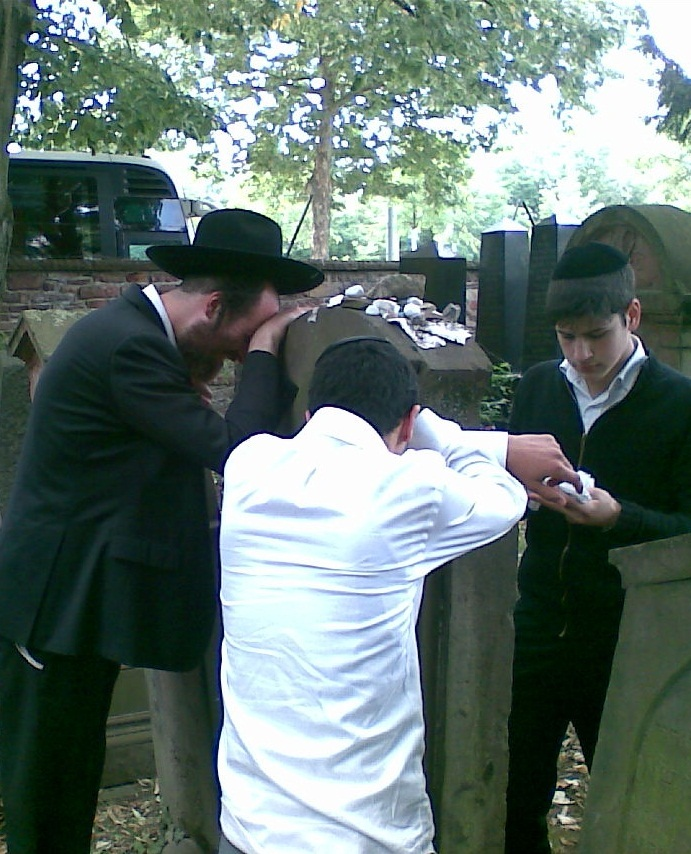
Паломники у могилы
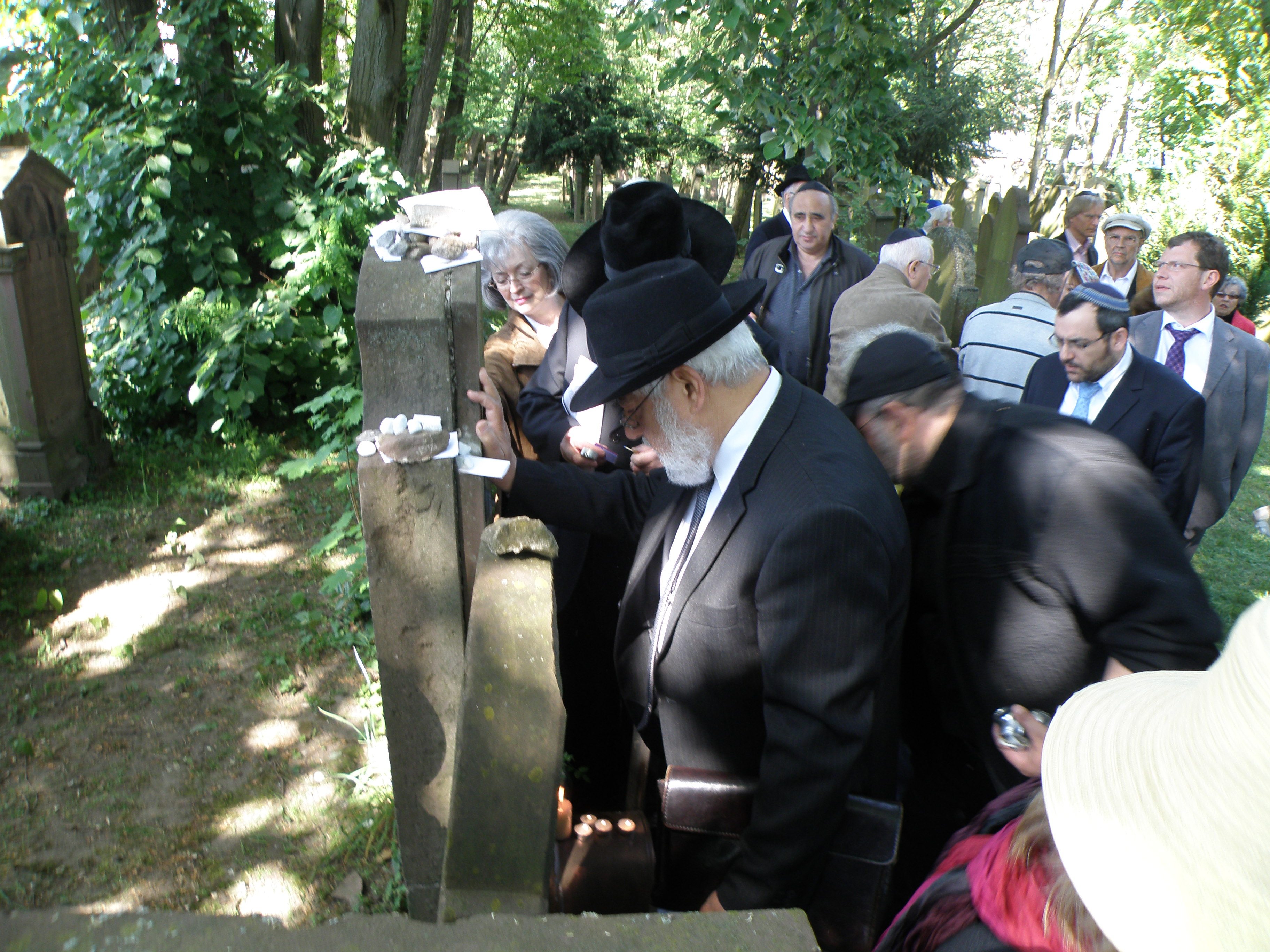
Паломничество к могиле Рабби Натаниэля Вайля